# Joseph Michael Harris
Joseph Michael Harris ist ein US-amerikanischer Schauspieler.

## Leben
Harris studierte Englisch und als Nebenfach Sport an der Indiana State University. Später lernte er Schauspiel am Playhouse West Repertory Theatre. Er begann seine Laufbahn als Filmschauspieler 2008 durch Besetzungen in den beiden Kurzfilmen By a Second und American Honey. Bis einschließlich 2015 wurde er als Michael Harris in den Credits geführt, danach wurde meistens sein vollständiger Name gelistet. Er wirkte in den bekannten US-amerikanischen Fernsehserien All My Children, Schatten der Leidenschaft oder Zeit der Sehnsucht mit. Der Fokus des 1,91 Meter großen Schauspielers lag aber auf Kurz- und Low-Budget-Filmen wie 2018 in Flug 666. Im selben Jahr übernahm er Hauptrollen in Triassic World als Sicherheitsbediensteter Thomas Adkins und in End of the World – Gefahr aus dem All als ehemaligen Soldaten und zweifachen Familienvater Sullivan Fisher. 2019 übernahm er die Hauptrolle des Wissenschaftlers Dr. Jan Werner in San Andreas Mega Quake oder 2020 die Rolle eines führenden Soldaten in Collision Earth – Game Over sowie des mutigen Passagiers Ray Rollins in Airliner Sky Battle im selben Jahr. Weitere Produktionen folgten 2021 in War of the Worlds – Die Vernichtung, 2022 in 2025 Armageddon – Willkommen im Multiversum oder 2023 in Doomsday Meteor.

## Filmografie (Auswahl)
- 2008: By a Second (Kurzfilm)
- 2008: American Honey (Kurzfilm)
- 2009: Easy S.O.S (Kurzfilm)
- 2010: Jeffie Was Here
- 2010: Angel's Bread (Kurzfilm)
- 2010–2011: All My Children (Fernsehserie, 2 Episoden, verschiedene Rollen)
- 2011: Schatten der Leidenschaft (The Young and the Restless, Fernsehserie, 3 Episoden, verschiedene Rollen)
- 2011: Sal
- 2011: I Didn't Know I Was Pregnant (Fernsehserie, Episode 4x03)
- 2012: Major Crimes (Fernsehserie, Episode 1x09)
- 2012: Reality Show – Ahnungslos berühmt (Reality Show, Fernsehserie, Episode 1x04)
- 2012: In June (Kurzfilm)
- 2012: Hot Neighbors (Kurzfilm)
- 2013: Abgründe – Unfassbare Verbrechen (True Crime with Aphrodite Jones, Fernsehserie, Episode 3x01)
- 2013: The Lift (Kurzfilm)
- 2013: Dead of Night (Fernsehserie, Episode 1x08)
- 2013: Disaster Wars: Earthquake vs. Tsunami
- 2013: Snap (Kurzfilm)
- 2013: Zeit der Sehnsucht (Days of Our Lives, Fernsehserie, Episode 1x12101)
- 2014: Fatales Vertrauen – Dem Mörder so nah (Unusual Suspects, Fernsehserie, Episode 6x13)
- 2014: Sex Sent Me to the ER (Fernsehserie, Episode 1x12)
- 2014: Hotel Secrets & Legends (Fernsehserie, 2 Episoden, verschiedene Rollen)
- 2014: Homes of Horror (Fernsehserie, Episode 2x05)
- 2014: Always Faithful
- 2014: Rude Awakening (Kurzfilm)
- 2014–2015: Killer Kids (Fernsehserie, 2 Episoden)
- 2015: Criminal Minds (Fernsehserie, Episode 10x16)
- 2015: General Hospital (Fernsehserie, Episode 1x13260)
- 2015: Princess Rap Battle (Fernsehserie, Episode 1x04)
- 2015: Zeit der Sehnsucht (Days of Our Lives, Fernsehserie, Episode 1x12588)
- 2015: Entice (Kurzfilm)
- 2015: The Answer
- 2015: Family Time (Fernsehserie, Episode 3x07)
- 2016: Criminal Minds: Beyond Borders (Fernsehserie, Episode 1x02)
- 2016: Villain Squad – Armee der Schurken (Sinister Squad)
- 2016: One in (Kurzfilm)
- 2016: How the Wrong Brothers Saved Christmas
- 2016: Once, with Maggie (Kurzfilm)
- 2016–2018: Now What?! (Fernsehserie, 2 Episoden)
- 2017: Hostel Chicago (Fernsehfilm)
- 2017: Peggie (Kurzfilm)
- 2017: DriverX
- 2018: Falling for Angels (Fernsehserie, Episode 1x06)
- 2018: Attack from the Atlantic Rim 2 – Metal vs. Monster (Atlantic Rim: Resurrection)
- 2018: Imbroglio (Kurzfilm)
- 2018: Flug 666 (Flight 666)
- 2018: Triassic World (Fernsehfilm)
- 2018: Station 19 (Fernsehserie, Episode 2x01)
- 2018: End of the World – Gefahr aus dem All (End of the World)
- 2019: San Andreas Mega Quake
- 2019: In Time (Kurzfilm)
- 2019: Fame Banger (Kurzfilm)
- 2020: Collision Earth – Game Over (Collision Earth)
- 2020: Airliner Sky Battle
- 2021: War of the Worlds – Die Vernichtung (War of the Worlds: Annihilation)
- 2022: 2025 Armageddon – Willkommen im Multiversum (2025 Armageddon)
- 2023: Doomsday Meteor